# 河合江理子
河合 江理子 (かわい えりこ、1958年4月28日) は、日本の学者、実業家。京都大学名誉教授。

## 人物
東京都出身。1977年東京教育大学附属高等学校（現・筑波大学附属高等学校）卒業後、渡米。1981年ハーバード大学学士（環境学特別専攻）。同年野村総合研究所研究員。1985年INSEAD大学院卒業。MBA取得。
その後、海外の経営コンサルタントやエコノミストを経て、1998年国際決済銀行職員年金基金運用責任者、上級ファンドマネージャー、2004年経済協力開発機構職員年金基金運用責任者、2008年スイスで起業。
2012年京都大学高等教育研究開発推進機構教授、2014年京都大学大学院総合生存学館教授。
2017年日興アセットマネジメント取締役、シミックホールディングス取締役、2018年大和証券グループ本社取締役、2019年シミックホールディングス取締役、2021年京都大学名誉教授、京都大学大学院総合生存学館ソーシャルイノベーションセンター特任教授、International Management Forumシニアアドバイザー、ヤマハ発動機監査役、三井不動産取締役。